# Budynek Centrali Ogrodniczej w Warszawie
Budynek Centrali Ogrodniczej, także Biurowiec Centrali Ogrodniczej i Metrobudowy – pierwotna nazwa budynku biurowego w Warszawie, usytuowanego na rogu ulic: Marszałkowskiej i Wilczej.

## Projekt i budowa
Zaprojektowany został w latach 1948-1949 przez zespół Pingwinów tworzony przez: Stefana Hołówkę, Tadeusza Iskierkę, Konstantego i Mikołaja Kokozowów, Bogumiła Płacheckiego i Jerzego Wasilewskiego. Miał być pierwszym budynkiem stanowiącym nową linię poszerzonej ulicy Marszałkowskiej i uzupełnić pierzeję między ulicami Wilczą i Hożą po stronie zachodniej.
Pierwotna wersja projektu zakładała uwidoczniony w fasadzie szkielet konstrukcji dzielony pasami piaskowca na pola wypełnione gruzową licówką. W 1950 połowa budynku była już w stanie surowym, jednakże architekci otrzymali polecenie dostosowania go do założeń Marszałkowskiej Dzielnicy Mieszkaniowej (MDM). W efekcie zmuszeni zostali do pogrubienie wybudowanych już murów o 70 cm. Zrezygnowano również z rzeźb figuralnych zwieńczających attykę. Projekt zrealizowano w bardzo zredukowanej formie (z wyjątkiem segmentu od ul. Wilczej). Na elewacji zamiast cegły licówki zastosowano luźno rozrzucone występujące przed lico prostokątne ceglane główki, tworzące na układ ukośnej siatki.

## Inne informacje
- W październiku 2013 pod ten adres przeniosło się Biuro Architektury i Planowania Przestrzennego Urzędu m.st. Warszawy[3].